# معادلة فوكر–بلانك

معادلة فوكر بلانك (بالإنجليزية: Fokker-Planck equation)‏ هي معادلة تصف التطور الزمني «التغير خلال الزمن» لتابع الكثافة الاحتمالية لسرعة جسيم ما. ويمكن ان تكتب بشكلها العام على شكل ابعاد متعددة باستخدام المؤثر نبلا. لكنها غالبا ما تكتب باختصار على اعتبار الحركة ذات بعد واحد.
تعود تسميتها نسبة إلى العالم الألماني الشهير  صاحب  وإلى العالم الهولندي ادريان فوكر وقد تسمى أحيانا بأسماء أخرى منها معادلة كولوكلوف المتقدمة "Kolmogorov Forward Equation" ومعادلة سمولوكوفسكي "Smoluchowski equation" وخاص عندما تصف هذه المعادلة التوزعات الاحتمالية الممكنة لموضع جسيم أي تغير احتمال أماكن تواجد جسيم في نقطة معينة خلال الزمن"
وقد أجري أول اشتقاق مجهري متسق لمعادلة فوكر بلانك في مخطط واحد من الميكانيكا الكلاسيكية والكمية بواسطة من قبل نيكولاي بوغوليوبوف ونيكولاي كريلوف.
في بعد مكاني واحد x, معادلة فوكر – بلانك لمعلاج {\displaystyle dX_{t}=D_{1}(X_{t},t)dt+{\sqrt {2D_{2}(X_{t},t)}}dW_{t}} مع انجراف ايتو D1(x,t) ونشر D2(x,t) هو:
{\displaystyle {\frac {\partial }{\partial t}}f(x,t)=-{\frac {\partial }{\partial x}}\left[D_{1}(x,t)f(x,t)\right]+{\frac {\partial }{\partial x}}\left[D_{2}(x,t){\frac {\partial }{\partial x}}f(x,t)\right].}
ومع ذلك، في كثير من الأحيان، في التطبيقات الفيزيائية نأخذ في الاعتبار معلاج ستراتونوفيتش ذو الصلة أكثر (مكتوب في شكل ايتو):
{\displaystyle dX_{t}=\left[D_{1}(X_{t},t)+{\frac {1}{2}}{\frac {\partial }{\partial x}}D_{2}(X_{t},t)\right]dt+{\sqrt {2D_{2}(X_{t},t)}}dW_{t}}
والذي يتضمن عامل الانجراف المضاف وذلك بسبب الآثار الانتشار المتدرج.
أكثر عموما، التوزيع الاحتمالي المعتمد على الزمن يعتمد على مجموعة من {\displaystyle N} متغيرات كلية {\displaystyle x_{i}}. الشكل العام للمعادلة فوكر بلانك يصبح بعد ذلك:
{\displaystyle {\frac {\partial f}{\partial t}}=-\sum _{i=1}^{N}{\frac {\partial }{\partial x_{i}}}\left[D_{i}^{1}(x_{1},\ldots ,x_{N})f\right]+\sum _{i=1}^{N}\sum _{j=1}^{N}{\frac {\partial ^{2}}{\partial x_{i}\,\partial x_{j}}}\left[D_{ij}^{2}(x_{1},\ldots ,x_{N})f\right],}
حيث {\displaystyle D^{1}} هو متجه الانجراف و{\displaystyle D^{2}} هو موتر الانتشار; وينتج هذه الأخير من وجود القوة التصادفية..